# Painho
Os painhos são aves procelariiformes das famílias Hydrobatidae e Oceanitidae, de pequenas dimensões e modo de vida pelágico. O grupo compreende 6 géneros e 28 espécies, uma das quais extinta. Os painhos têm distribuição cosmopolita e podem ser encontrados em todos os oceanos terrestres, sendo mais comuns no hemisfério Norte.
Os painhos são as menores aves marinhas existentes hoje em dia, com comprimentos variáveis entre 13 e 26 cm de comprimento. São aves delicadas e muito ágeis, que superficialmente fazem lembrar andorinhas. A plumagem é variável dentro do grupo, mas sempre em tons de preto, branco e cinzento. A maioria dos painhos tem asas curtas, cauda quadrada e patas relativamente longas. As espécies dos géneros Hydrobates e Oceanodroma, no entanto, distinguem-se pelas asas mais alongadas e cauda forcada ou em forma de cunha. Os painhos alimentam-se de pequenos peixes e crustáceos planctónicos que habitam a superfície dos oceanos.
Os painhos são aves essencialmente pelágicas, que vivem viajando pelos oceanos. As únicas visitas a terra firme decorrem na época de reprodução, quando estabelecem colónias numerosas em ilhas remotas. Os painhos são extremamente fiéis aos seus locais de origem e nidificam apenas na ilha onde eles próprios nasceram. Na época de reprodução, os painhos estabelecem casais monogâmicos que podem permanecer juntos por vários anos. Os vários casais reúnem-se em colónias numerosas, que podem atingir vários milhões de indivíduos da mesma espécie. A colónia de painhos-da-madeira (Oceanodroma castro) nas ilhas Galápagos, por exemplo, tem uma densidade média de 8 casais por metro quadrado. Os ninhos são construídos em pequenas tocas, escavadas no solo ou areia, ou recantos rochosos, sendo que os melhores locais de nidificação são alvo de disputa constante.
Cada casal de painhos coloca apenas um ovo por estação, que é raramente substituído em caso de perda. Ambos os membros do casal partilham a tarefa de incubação em turnos de 5 a 6 dias, ao longo de 40 a 50 dias no total. Quando o juvenil choca, recebe a atenção constante dos seus progenitores durante as duas primeiras semanas de vida, após o que é deixado sozinho durante o dia. Os painhos alimentam as suas crias por regurgitação, em doses que representam 10 a 20% do seu próprio peso. A alimentação dos juvenis é feita à base de presas capturadas e de um óleo muito rico em nutrientes, segregado pelo estômago dos progenitores, que contém cerca de 9600 calorias por grama. O juvenil começa a voar com cerca de dois meses de vida.
A inflexibilidade de escolha de locais de nidificação torna as várias espécies de painhos muito vulneráveis a pressões ecológicas, particularmente a degradação de habitat e introdução de espécies invasoras. Este factor provocou a extinção do painho-de-guadalupe, quando a respectiva colónia se tornou inviável pela colonização da ilha de Guadalupe por gatos semi-selvagens.

## Géneros e espécies
- Família Oceanitidae
  - Painho-casquilho, Oceanites oceanicus
  - Painho-de-elliot Oceanites gracilis
  - Painho-pincoya, Oceanites pincoyae
  - Painho-de-dorso-cinzento, Garrodia nereis
  - Calca-mar ou painho-de-ventre-branco, Pelagodroma marina
  - Painho-de-barriga-branca, Fregetta grallaria
  - Painho-de-barriga-preta, Fregetta tropica
  - Painho-da-nova-caledónia, Fregetta lineata
  - Painho-maori, Fregetta maoriana
  - Painho-de-garganta-branca, Nesofregetta fuliginosa
- Família Hydrobatidae
  - Painho-de-cauda-quadrada ou Alma-de-mestre, Hydrobates pelagicus
  - Painho-cauda-d'andorinha, Hydrobates furcatus
  - Painho-de-colar, Hydrobates hornbyi
  - Painho-de-swinhoe, Hydrobates monorhis
  - Painho-de-matsudaira, Hydrobates matsudairae
  - Painho-de-cauda-forcada, Hydrobates leucorhous
  - Painho-de-socorro, Hydrobates socorroensis
  - Painho-de-ainley, Hydrobates cheimomnestes
  - Painho-cinzento, Hydrobates homochrous
  - Painho-da-madeira, Hydrobates castro
  - Painho-de-monteiro, Hydrobates monteiroi
  - Painho-de-cabo-verde, Hydrobates jabejabe
  - Painho-das-galápagos, Hydrobates tethys
  - Painho-preto, Hydrobates melania
  - Painho-de-guadalupe, Hydrobates macrodactylus (extinto)
  - Painho-de-tristram, Hydrobates tristrami
  - Painho-escuro, Hydrobates markhami
  - Painho-pequeno, Hydrobates microsoma